# Mănăstirea Tarnița
Mănăstirea Tarnița este o mănăstire ortodoxă din România situată în satul Găgești, județul Vrancea.

## Legături externe

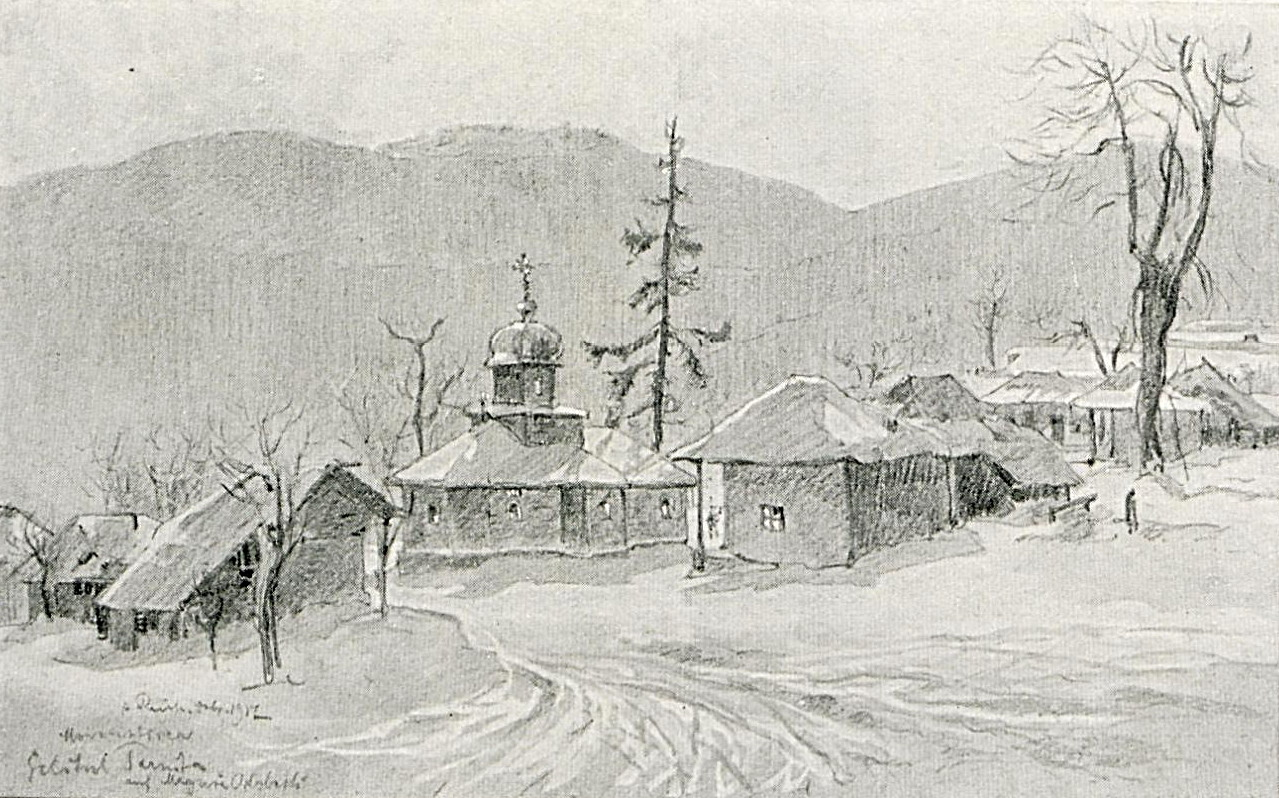
Schitul Tarnița, 1916